# محافظة توربا
توربا هي إحدى محافظات فانواتو الواقعة في أقصى الشمال والأقل اكتظاظًا بالسكان. وتتكون من جزر بنكس وجزر توريس.
اسم المحافظة مشتق من الأحرف الأولى من «توريس» "TORres" و«بَنكس» "BAnks".

## السكان

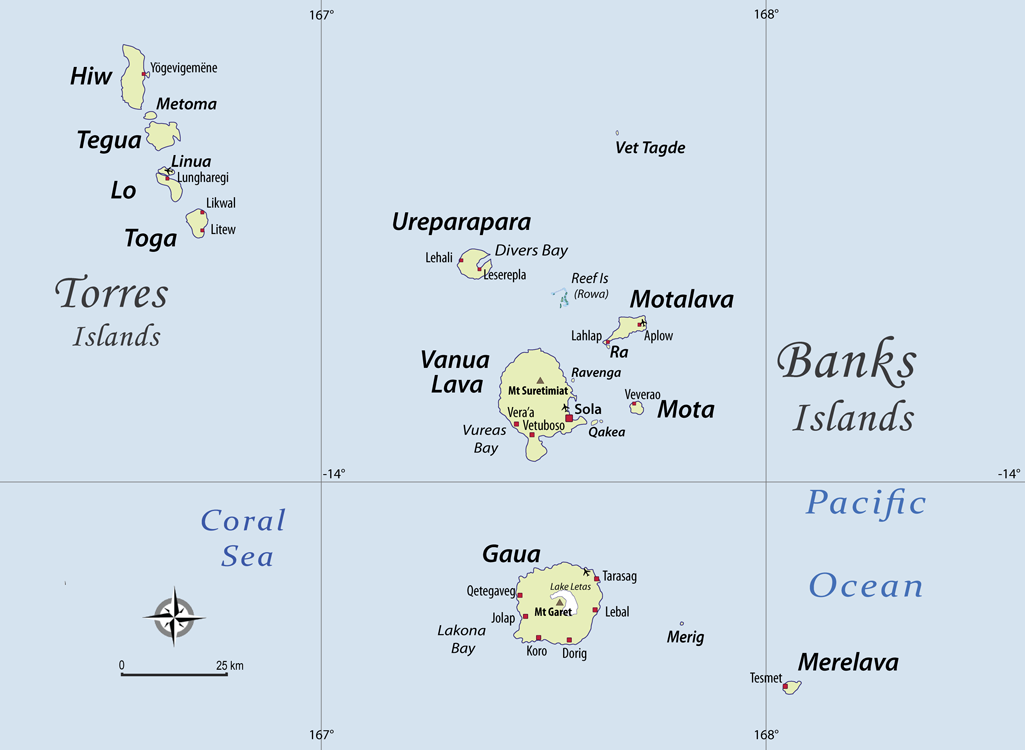
خريطة تفصيلية لمحافظة توربا (توريس بَنكس)

يبلغ عدد سكان المحافظة 9359 نسمة وتبلغ مساحتها 882 كيلومترًا مربعًا (341 ميلًا مربعًا). عاصمتها سولا في فانوا لافا.

## الجزر
هذه القائمة تضم الجزر الرئيسية لمحافظة توربا، باستثناء الجزر الصغيرة وغير المأهولة.
جزر بَنكس
| الاسم        | السكان | المساحة بالكيلومتر2 |
| ------------ | ------ | ------------------- |
| غاوا         | 2,491  | 342                 |
| كواكيا       | 26     | 1.2                 |
| ميريلافا     | 647    | 18                  |
| ميرغ         | 12     | 0.5                 |
| موتا         | 683    | 9.5                 |
| موتالافا     | 1,451  | 24                  |
| را           | 189    | 0.5                 |
| أوريبارابارا | 437    | 39                  |
| فانوا لافا   | 2,597  | 314                 |

جزر توريس
| الاسم  | السكان | المساحة بالكيلومتر2 |
| ------ | ------ | ------------------- |
| هيو    | 269    | 51                  |
| لنوا   | 0      | 2.5                 |
| لو     | 210    | 11.9                |
| ميتوما | 13     | 3                   |
| تيغوا  | 58     | 30.8                |
| توغا   | 276    | 18.8                |

## اللغة
تحتوي محافظة توربا على سبع عشرة لغة، كل المحيط - من الشمال إلى الجنوب: هيو، لو توجا، ليهالي، لويوب، فولو، مووتلاب، ليميرج، فيرا، فوريس، مويسن، موتا، نومي، دوريج، كورو، أولرات، لاكون، مويرلاب.
مع 550 متحدثًا لكل لغة في المتوسط (17 لكل 9300 شخص)، تعد توربا واحدة من أكثر المناطق كثافة لغويًا في فانواتو - وهي نفسها البلد ذات الكثافة اللغوية الأعلى للفرد في العالم.